# Polysulfure
Les polysulfures sont une classe de composés chimiques contenant des chaînes d'atomes de soufre. 

Il existe deux classes principales de polysulfures : les polysulfures anioniques et les polysulfures organiques. Les polysulfures anioniques  présentent la formule générale Sn2−. Ces polymères sont les bases conjuguées des polysulfures d'hydrogène H2Sn. Les polysulfures organiques ont généralement la formule RSnR, où R est un alkyle ou un aryle.

## Sels de polysulfures
Les polysulfures de métaux alcalins résultent du traitement d'une solution d'un sulfure (ex : sulfure de sodium), avec du soufre :
S2−  +  n S  →  Sn2−
L'ion polysulfure peut se comprendre comme une chaîne d'éléments soufre portant une charge électrique négative à chaque extrémité :
−S-S-S-S-S−
Des métaux alcalins autres que le sodium peuvent être utilisés. Dans certains cas, ces anions ont été obtenus comme sels organiques, solubles dans des solvants organiques.
L'énergie libérée par la réaction du sodium et du soufre est à la base de la technologie des piles. La pile sodium-soufre et la pile lithium soufre requièrent de hautes températures pour maintenir le polysulfure liquide et des membranes conductrices à Na+- qui ne réagissent pas au sodium, au soufre ou au sulfure de sodium.
Les polysulfures sont des ligands communs en chimie de coordination. Des exemples de complexes métaux de transition et polysulfures incluent (C5H5)2TiS5, [Ni(S4)2]2−, et [Pt(S5)3]2−. Les éléments du groupe principal forment aussi des polysulfures.

## Polysulfures organiques
Les composés naturels comportant des polysulfures sont d'autant plus rares que le motif Sx est long. Un exemple fameux est la varacine :

Structure de la varacine.

Dans le commerce, le terme « polysulfure » réfère habituellement à une classe de polymères dotés de chaînes alternant plusieurs atomes de soufre et des hydrocarbures. La formule générale pour ce motif de répétition est –[(CH2)m–Sx]n– , où x indique le nombre d'atomes de soufre (ou rang), et n indique le nombre de motifs de répétition. Les polymères contenant des atomes de soufre séparés par des séquences d'hydrocarbures ne sont généralement pas classés comme des polysulfures, comme le polysulfure de phénylène (C6H4S)n.
Les polymères de polysulfures peuvent être synthétisés par des réactions de polymérisation par condensation entre des dihalogénures organiques et des sels de métaux alcalins et d'anions polysulfure :
n Na2S5   +  n ClCH2CH2Cl  →  [CH2CH2S5]n  +  2n NaCl
Les dihalogénures utilisés dans cette polymérisation par condensation sont des dichloroalcanes (tels que le 1,2-dichloroéthane, le bis-(2-chloroéthyl)formal (ClCH2CH2OCH2OCH2CH2Cl), et le 1,3-dichloropropane).  Dans certains cas, les polymères de polysulfure peuvent être formés par des réactions de polymérisation par ouverture de cycle. Ces polymères sont appelés thiokols.
Les polymères de polysulfure sont insolubles dans l'eau, les huiles et plusieurs autres solvants organiques. Grâce à leur résistance aux solvants, ces matériaux trouvent usage comme scellants pour remplir les joints sur l'asphalte, les vitres d'automobiles, et les structures d'aéronefs.

### Les polysulfures dans le caoutchouc vulcanisé
Plusieurs élastomères commerciaux contiennent des polysulfures comme chaînes latérales. Ces chaînes latérales connectent des chaînes de polymère voisines, leur conférant leur rigidité. Le degré de rigidité dépend du nombre de chaînes latérales. Les élastomères ont donc la propriété de retourner à leur forme originale après avoir été étirés ou comprimés. À cause de cette mémoire de leur forme originale, les élastomères sont communément appelés caoutchoucs. Les chaînes de soufre s'attachent aux atomes de carbones "allyliques", adjacents aux liaisons C=C. Le procédé de réticulation des chaînes du polymère à l'aide de soufre est nommé vulcanisation. La vulcanisation est appliquée à la production de plusieurs classes de caoutchoucs, incluant le polychloroprène (NéoprèneTM), le styrène-butadiène, et le polyisoprène, (polymère de synthèse qui a la même chaîne que le caoutchouc naturel). La découverte de la vulcanisation par Charles Goodyear, impliquant le chauffage du caoutchouc naturel en présence de soufre, était révolutionnaire car il transformait un matériau collant et presque inutile en un élastomère utilisable pour de nombreux produits.

## Présence sur les géantes gazeuses
En plus d'eau et d'ammoniac, les nuages de l'atmosphère des géantes gazeuses contient des sulfures d'ammonium. Les nuages d'un rouge brunâtre, exposés à un ensoleillement prolongé, sont soupçonnés de contenir des polysulfures.

## Propriétés
Les polysulfures, comme tous sulfures, peuvent provoquer la corrosion sous contrainte des aciers au carbone et de l'acier inoxydable.